# JFire
JFire is een ERP- en CRM-framework. Het wordt vrijgegeven onder de voorwaarden van de LGPL en is dus opensourcesoftware. Kerntechnologieën die het grondvest vormen voor het JFire-platform zijn Java EE 1.4 (voorheen bekend als J2EE), JDO2 (Java Data Objects) en het Eclipse RCP (Rich Client Platform). De software verkeert momenteel in bètafase.

## Geschiedenis
De initiële en primaire ontwikkeling van JFire wordt gedaan door het in Duitsland gevestigde bedrijf NightLabs. Daarnaast is er een kleine groep opensourceontwikkelaars die hun bijdragen leveren aan het project.
De eerste publieke release in januari 2006 trok de aandacht van de Eclipse-gemeenschap. Het Duitse blad 'Eclipse magazin' publiceerde een artikel in mei 2006 over JFire. Datzelfde jaar werden de kern ontwikkelaars van JFire uitgenodigd op de EclipseCon 2006.
In 2007 werd het JFire-ontwikkelteam uitgenodigd op het Eclipse Forum Europe om uitleg te geven over de aanpassingen die het JFire-team gemaakt heeft aan het Eclipse BIRT-project met betrekking tot de grafische weergave van parameters in de JFire-rapportagemodule.

## Architectuur
JFire bestaat uit 2 onderdelen: een server en verschillende typen clients.
De JFire Server is opgebouwd aan de hand van de three-tierarchitectuur. Dit houdt in dat er een Java EE-servermodule is die geïnstalleerd wordt in een Javacompatibele applicatieserver zoals JBoss. Dit vormt de 'logic tier' van JFire. Via een abstractielaag, in de vorm van JDO2, 'bespeelt' de servermodule de databaseserver de data-tier van JFire.
Deze architectuur ondersteund een breed scala aan verschillende soorten clients (presentation tier) variërend van Fat en Thin GUI clients tot en met Webservices en Webshops.
De meest geavanceerde client tot nu toe is gebaseerd op het Eclipse RCP, er zijn echter ook Webshop 'clients' gemaakt met behulp van JavaServer Pages.